# Forschungsvereinigung Automobiltechnik
Die Forschungsvereinigung Automobiltechnik e.V. (FAT) ist eine Abteilung des VDA (Verband der Automobilindustrie) in Deutschland. Sie wurde 1971 gegründet und fördert die wissenschaftliche Automobilforschung. Dabei werden alle Bereiche des Automobilbaues inklusive Kfz-Teile und -Zubehör als auch die Umweltrelevanz und Sicherheit der Produkte und Produktionsanlagen sowie Produktionsprozesse berücksichtigt. Die FAT vergibt hierfür Aufträge an  Forschungsinstitutionen für folgende Bereiche:
- Sicherheit
- Umwelt
- Werkstoff-/Fertigungsverfahren
- Transporteffizienz
- Elektronik und Software
- Berechnungsmethoden

Die Einzelprojektbeschreibung, die Auswahl, die Betreuung wird durch Arbeitskreise (AK) und Unterarbeitskreise (UAK) vorgenommen bzw. durch deren Mitglieder.
In Zusammenarbeit mit der Bundesanstalt für Straßenwesen wird das Projekt GIDAS durchgeführt.

## Übersicht der Arbeitskreise
- Automobil und Umwelt
- Der Mensch als Fahrzeugführer
- UAK	Schwingungsdummy
- Unfallforschung/Biomechanik
- Dynamische Achslast und Straßenbeanspruchung
- Klimatisierung
- Aerodynamik
- Optimierung des Systems Straßenverkehr
- Drehmomentwandlung und Kraftübertragung
- Fahrdynamik von Nutzfahrzeugen
- Recycling
- Geräuschbildung Reifen/Fahrbahn – Kraftschlußbeiwert
- Leichtbau
- Fahrdynamik von Pkw
- Passive Sicherheit von Nfz
- Elektromagnetische Verträglichkeit
- Fügetechnik
- UAK	Kunststoffe und Kleben
- Fahrzeuginnenraum-Emissionen
- UAK	Thermodesorption
- Finite Elemente – Anwendung im Automobilbau
- UAK 1	Qualitätssicherung mit CAE
- UAK 2	CAE in der Konzeptfindung
- UAK 3	Optimierung
- UAK 4	Vernetzungstechniken
- UAK	Crash- und Insassensimulation
- Elektrische Energie
- Simulation gemischter Systeme mit VHDL-AMS
- Elektronik und Simulation